# Vicente Ehate Tomi
Vicente Ehate Tomi, né en 1968, est un homme d'État équatoguinéen, Premier ministre de mai 2012 à juin 2016.

## Biographie
Auparavant, il est ministre des Transports et de la Technologie et ministre des Postes et des Télécommunications. Il a également été secrétaire général du président Teodoro Obiang et responsable de la coordination de la gestion administrative.
Il est actuellement membre du Sénat de Guinée équatoriale.